# Jag är livets bröd (Gerdmar)
Jag är livets bröd är en psalm med text från Johannesevangeliet 6:35. Andra versen är skriven och musiken är komponerad 1974 av Anders Gerdmar.

## Publicerad i
- Psalmer och Sånger 1987 som nummer 689 under rubriken "Psaltarpsalmer och andra sånger ur bibeln - Bibelvisor".[1]